# Carlo Wagner
Pour les articles homonymes, voir Wagner.
Carlo Wagner, né le 3 juillet 1953 à Wormeldange (Luxembourg) et mort le 12 février 2021, est un homme politique luxembourgeois, membre du Parti démocratique (DP).

## Biographie
Né le 3 juillet 1953, Carlo Wagner est le fils de l'homme politique Charles Wagner (lb).
Il est nommé ministre de la Santé et de la Sécurité sociale du 7 août 1999 au 31 juillet 2004 dans le gouvernement dirigé par Jean-Claude Juncker.
Carlo Wagner meurt à l'âge de 67 ans à la suite d'une longue maladie,.